# نادي أبو سليم
نادي أبو سليم الرياضي، هو نادٍ رياضي ليبي محترف مقره في حي أبو سليم، بالعاصمة طرابلس.
تأسس النادي في عام 1976 ، وكان يرتدي تقليديا الزي المنزلي الأصفر منذ إنشائه.
موسم 2018–19 هو الموسم الأول للنادي في الدوري الليبي الممتاز ، الدرجة الأولى في نظام كرة القدم الليبي منذ إنشائه في عام 1963.
و وصل النادي في عام 2023-2024. الى ربع نهائي كأس الاتحاد الأفريقي ضد نادي النهضة البركانية

## نادي أبوسليم الرياضى الثقافى الإجتماعي
نادي أبوسليم الرياضى الثقافى الإجتماعي أحد الأندية الليبية تأسس عام 1976 م.

## فريق كرة القدم
الدوري الليبي الممتاز
تأهل فريق كرة القدم إلى الدوري الليبي الممتاز لأول مرة موسم 2018/2019 و لعب ضمن فرق المجموعة الثانية التي تضم فرق المنطقة الغربية و تحصل على الترتيب السادس من ضمن 12 فريق و حقق أول فوز له في الدوري الليبي الممتاز يوم 22/12/2018 ضد نادي الخمس سجله اللاعب عاطف علي و نجح في الوصول لدوري التتويج بالبطولة موسم 2022/2023 بعد حصوله على الترتيب الثالث في المجموعة الثانية ليكون أفضل إنجاز للفريق منذ تأسيسه

### كأس ليبيا لكرة القدم
أفضل إنجاز للنادي هو وصوله للدور ربع النهائي من كأس ليبيا 2021/2022 حيث خسر مباراته أمام النادي الأهلي (طرابلس) بنتيجة 2-1

## فريق كرة السلة
الدوري الليبي الممتاز لكرة السلة
شارك الفريق لأول مرة في الدوري الليبي الممتاز لكرة السلة موسم 2022/2023 و كان ضمن المجموعة الأولى التي تضم أندية المنطقة الغربية و فشل في التأهل للمرحلة الثانية بعد حصوله على الترتيب السادس ( قبل الأخير )
كأس ليبيا لكرة السلة
تأهل الفريق للمرحلة الثالثة ( قبل النهائي ) لكأس ليبيا سنة 2022/2023

### جوائز
تحصل النادي على جائزة التميز الرياضي في ليبيا لسنة 2022 نظير النتائج التي حققتها فرق النادي المختلفة و التطور في البنية التحتية للنادي و مشاركاته المختلفة في رياضات كرة القدم وكرة الطائرة وكرة السلة و رياضات الدفاع عن النفس ( الووشو ورفع الأثقال ) و الملاكمة - هذه الجائزة منحتها للنادي النقابة العامة للإعلاميين و معهد رسل الحضارة الدولي

## وصلات خارجية
كأس ليبيا لكرة السلة
2022/2023 - موقع كووورة
الدوري الليبي الممتاز لكرة السلة 2022/2023 - موقع كووورة
نادي أبوسليم يتوج بجائزة التميز الرياضي للعام 2022 - موقع بوابة الوسط